# Hribar
Hríbar je devetnajsti najbolj pogost priimek v Sloveniji, ki ga je po podatkih Statističnega urada Republike Slovenije na dan 1. januarja 2024 uporabljalo 3006 oseb. Največ oseb s tem priimkom, 1672, živi v Osrednjeslovenski statistični regiji, kjer je priimek po pogostnosti na 3. mestu.

## Znani slovenski nosilci priimka
- Ana Hribar (* 1982), igralka
- Andraž Hribar (* 1975) pop-rock pevec, glasbenik
- Angelik Hribar (1843—1907), frančiškan, skladatelj, zborovodja
- Angelika Hribar (* 1943), anglistka, bibliotekarka, kronistka
- Anton Hribar (1839—1887), učitelj, zborovodja, skladatelj
- Anton Hribar - Korinjski (1864—1953), duhovnik, pesnik
- Barbara Hribar Lee (* 1970), kemičarka
- Bojan Hribar (* 1977), šahist
- Boris Hribar (1898—1966), inženir strojništva
- Borut Hribar (1907—1983), radioamater, ljubiteljski kipar, um. fotograf, planinec
- Daša Hribar (1964—2015), etnologinja
- Dragotin Hribar (1862—1935), tiskar, industriálec, založnik
- Elizabeta Hribar Obereigner (1913—1996), kiparka
- Franc Hribar, več znanih oseb
- France Hribar (1915—1999), biolog, speleolog, hidrolog
- Hinko Hribar (* 1934), veterinar
- Ivan Hribar (1851—1941), politik, ljubljanski župan, bančnik
- Ivan Milan Hribar (1875—1909), pravnik, odvetnik
- Jakob Hribar (1817—1878), prvi ljubljanski trgovski vrtnar
- Janez Hribar, več znanih ljudi
- Jože Hribar (* 1941), montanist
- Katarina "Tuša" Hribar (1913—1962), telovadka, olimpijka
- Katra Hribar Frol, knjižničarka
- Ksenija Hribar (r. Gorup) (1905—1944), pilotka
- Ksenija Hribar (1938—1999), plesalka, koreografinja in plesna pedagoginja
- Lena Hribar Škrlec (* 1991), pevka, igralka v muzikalih
- Leopold Hribar (1893—1954), veterinar
- Lina Hribar (* 2005), tekačica šprinterka
- Lucija Hribar (* 2001), orodna telovadka (gimnastičarka)
- Maja Hribar (* 1986), telovadka (gimnastičarka)
- Marija Hribar, bibliografka?
- Marjan Hribar (* 1937), fizik, didaktik, univ. profesor
- Marjan Hribar (* 1969), ekonomist, direktor protokolarnih objektov RS, politik
- Marjeta Hribar, oblikovalka nakita (iz premoga)
- Mateja Šmid Hribar (* 1975), geografinja, naravovarstvenica
- Matjaž Hribar (* 1959), geodet
- Matjaž Hribar, zootehnik
- Milan Hribar (* 1949), pevec
- Mirko Hribar (1902—1999), filozof in prevajalec
- Miroslav Hribar (1907—1964), psihiater
- Nada Hribar, klinična psihologinja
- Nataša Hribar (*1975), jezikoslovka (2.? = folklornica)
- Neja Blaj Hribar, zgodovinarka
- Peter Hribar (1911—1992), industrialec
- Rado Hribar (1901—1944), industrialec, poslovnež, lastnik gradu Strmol
- Rosana Hribar (*1973), plesalka in koreografinja
- Samo Hribar Milič (*1958), gospodarstvenik
- Samo Hribar (* 1983), ekonomist
- Sašo Hribar (1960—2023), radijski in TV-voditelj, imitator, komik
- Spomenka Hribar (* 1941), filozofinja in sociologinja, publicistka
- Stanko Hribar (1907—2003)?, vrhovni sodnik SRS, planinec, urednik
- Svetozar Hribar (1909—1996), pravnik, gospodarstvenik?
- Tine Hribar (* 1941), filozof, publicist, univ. profesor, akademik
- Tomaž Hribar (* 1981), narodnozabavni glasbenik, harmonikar
- Valentina Hribar Sorčan (* 1969), filozofinja
- Vida Jeraj Hribar (1902—2002), glasbena pedagoginja, violinistka
- Vida Matjan (r. Hribar) (1896—1993), slovensko-črnogorska glasbena pedagoginja in skladateljica
- Zlat(ic)a Hribar (1913—2000), zdravnica otorinolaringologinja
- Zvone Hribar (* 1957), igralec

## Znani tuji nosilci priimka
- Alfons Hribar (1881—1972), hrvaški gospodarstvenik in publicist
- Branko Hribar (1930—2022), hrvaški dramaturg, publicist, dramatik in radijski urednik
- Philipp Hribar, avstrijski športni jadralec slovenskega porekla
- Jere Hribar (*2004), hrvaški plavalec
- Josip Hribar (1907—1993), hrvaški strojnik[1]
- Hrvoje Hribar (*1962), hrvaški filmski režiser in scenarist
- Maja Hribar-Ožegović (*1937), hrvaška teatrologinja
- Nikola Hribar (1867–1953), hrvaški stavbenik
- Sara Hribar (*1986), filmska režiserka, scenaristka
- Stjepan Hribar (1889–1965), hrvaški arhitekt in urbanist
- Svjetlana Hribar (-Koštre), hrvaška kulturna novinarka in kritičarka
- Vid (Adam) Hribar, hrvaški jazz-glasbenik, dramaturg in dramatik